# Dragan Smoljan
Dragan Smoljan (* 29. Oktober 2000 in Graz, Österreich) ist ein kroatisch-bosnischer Fußballspieler.

## Karriere
Smoljan begann seine Karriere beim GSV Wacker. 2010 spielte er kurzzeitig in der AKA HIB Liebenau. Zur Saison 2010/11 wechselte er in die Jugend des Grazer AK. Zur Saison 2014/15 kam er in die Akademie des SK Sturm Graz, in der er fortan sämtliche Altersstufen durchlief.
Zur Saison 2018/19 kehrte er zum GAK zurück und schloss sich der siebtklassigen Zweitmannschaft an. Mit dieser konnte er zu Saisonende in die Unterliga aufsteigen. Zur Saison 2019/20 rückte er in den Kader der ersten Mannschaft der Grazer. Sein Debüt in der 2. Liga gab er im Juni 2020, als er am 22. Spieltag jener Saison gegen den FC Juniors OÖ in der 84. Minute für Gerald Nutz eingewechselt wurde.
Im Juli 2021 verlängerte der 20-Jährige seinen Vertrag beim GAK um zwei weitere Jahre bis 2023. Zur Saison 2022/23 wechselte Smoljan leihweise zum Regionalligisten FC Gleisdorf 09. Für Gleisdorf spielte er während der Leihe 21 Mal in der Regionalliga. Zur Saison 2023/24 kehrte er dann nicht mehr zum GAK zurück, sondern wechselte zum Landesligisten SC Kalsdorf.

## Persönliches
Sein Bruder Filip (* 1999) ist ebenfalls Fußballspieler.